# Селис, Ричард
Ричард Энрике Селис Санчес (исп. Richard Enrique Celis Sánchez; род. 23 апреля 1996, Маракайбо) — венесуэльский футболист, нападающий клуба «Академия Пуэрто-Кабельо». Выступал за сборную Венесуэлы.

## Клубная карьера
Селис начал профессиональную карьеру в клубе «Атлетико Венесуэла». 31 августа 2013 года в матче против «Депортиво Ансоатеги» он дебютировал в венесуэльской Примере. В 2016 году Салеис перешёл в «Депортиво ХБЛ дель Сулия». 31 января в матче против «Уреньи» он дебютировал за новую команду. В этом же поединке Ричард забил свой первый гол за «Депортиво ХБЛ дель Сулия». В начале 2018 года Селис на правах аренды перешёл в словацкую «Сеницу». 18 февраля в матче против ДАК 1904 он дебютировал в словацкой Суперлиге.
В начале 2019 года Селис перешёл в «Каракас». 27 января в матче против «Депортиво Лара» он дебютировал за новый клуб. 2 февраля в поединке против «Саморы» Ричард забил свой первый гол за «Каракас». 27 февраля в матче Кубка Либертадорес против перуанского «Мельгара» он забил гол. В том же году Ричард помог команде выиграть чемпионат. 3 марта 2021 года в поединке Кубка Либертадорес против перуанского «Универсидад Сесар Вальехо» Селис отметился забитым мячом.

## Международная карьера
9 июня 2021 года в отборочном матче чемпионата мира 2022 против сборной Уругвая Селис дебютировал за сборную Венесуэлы. В том же году Ричард принял участие в Кубке Америки в Бразилии. На турнире он сыграл в матчах против команд Бразилии и Эквадора.

## Достижения
Клубные
«Каракас»
- Чемпион Венесуэлы — 2019